# 重慶新沁園食品
重慶新沁園食品有限公司（英語：Chongqing New Qinyuan Bakery Company Limited），簡稱重慶新沁園食品，是在1989年，由創辦人劉崇梅，於總部重慶創立。，主要業務在中國內地西南部（重慶、貴陽及成都）經營烘焙、實體本店、生產和銷售予消費者產品，包括面包、糕點、餅干、飲料、月餅和粽子現時總部位於重慶西部國際涉農物流園區。
2014年12月8日，當時母公司殷拓集团旗下殷拓大中华II基金，以14億港元，出售現時大股東太古股份有限公司（0019.HK）所有全數股權，按兩分階段進行收購，直至2016年3月完成，以便進行開拓體驗式消費概念店，加大中國投資烘焙行業。

## 連結
- q-bakery.com （页面存档备份，存于）